# 柴田拡正
柴田 拡正（しばた ひろまさ、1996年11月7日 - ）は、NHKのアナウンサー。

## 人物
東京都中央区出身。日本大学豊山高等学校卒業、日本大学法学部新聞学科卒業後2019年入局。初任地は富山放送局。

## 嗜好・挿話
- 若手アナウンサーらしからぬ見た目から「ぶちょー（部長）」という愛称がある[4]。
- 小学校入学から大学まで「柴田」と呼ばれていたが、大学の講師に同じ「柴田」姓がいたことから「拡正さん」と呼ばれるようになった[5]。
- 趣味はスキーとスノーボード。高校時代はスキー部に所属していた。現在もスキーを楽しんでいる。
- NHK入局後に食べ過ぎて最高107kgまで太ってしまったため、2020年からダイエットに挑戦。その様子は不定期でニュース富山人で放送されていた[6]。その結果、28kgの減量に成功して79kgになったと公表した[7]。その後数kgリバウンドしたと2022年3月20日に富山市内で開催されたトークショーイベントで語っている。
- 2021年に富山マラソンのフルマラソンの部に挑戦し、完走した。結果は5:46:35であった[8]。

## 現在の担当番組
- ならナビ（キャスター:2024年9月2日 - ）
- ならナビ845（不定期）

## 過去の担当番組
富山放送局時代（2019年度 - 2024年8月）
- ラジオ富山人（不定期）
- ニュースとやま845（不定期）
- ニュースとやま645（不定期）
- おはよう富山（不定期）
- 第103回全国高等学校野球選手権 富山県大会 決勝（2021年7月30日） - 実況[9]
- 越中とやまスペシャル「イナガキヤストの本気旅スペシャル～上半期編～」（2021年10月22日） - 司会（岩﨑果歩と共に）
- 高専ロボコン2021東海北陸地区大会（2021年11月23日） - 司会[10]
- 中部推し! 越中とやまスペシャル「イナガキヤストの本気旅スペシャル」（NHK BS1、2021年12月11日）（2021年10月22日放送と同一内容）[11]
- あさイチ -「みんなでシェア旅 本気の富山」リポーター（2022年3月9日）[4]
- 越中とやまスペシャル「イナガキヤストの本気旅スペシャル～下半期編～」（2022年3月18日） - 司会（岩﨑果歩と共に）
- ニュース富山人（キャスター）（2022年4月11日[12] - 2024年3月29日）（岩﨑果歩と隔週で担当）、（2024年4月30日 - 5月2日、8月19日 - 23日・早瀬雄一の代理キャスター）
- サッカーJ3第5節 カターレ富山 vs FC岐阜（富山県総合運動公園陸上競技場）（2022年4月10日）- 実況[13]
- 第104回全国高等学校野球選手権 富山大会 準決勝第2試合「富山第一」対「氷見」（2022年7月27日） - 実況[14]
- 第104回全国高等学校野球選手権 富山大会 決勝「高岡商業」対「氷見」（2022年7月29日） - 実況
- ブラブラシバタ（チューリップテレビ、2022年10月12日） - チューリップテレビとの合同キャンペーンでお互いに相手局の番組に出演。NHK富山局から岩﨑果歩とともに出演した。[15]
- 今夜も生でさだまさし「お久しブリね!富山のまっさん」（2022年10月22日） - 岩﨑果歩とともに出演[16]
- びじゅチューン! コンサートin富山（Eテレ、2022年11月27日） - 司会[17]
- UPっぷ富山 きとラボ「クイズ!イナガキヤストの本気旅～めざせ本気王～」（2023年3月10日） - 進行（岩﨑果歩と共に）[18]
- 報道特番「“震度5強” 初めての衝撃 ～地震が富山に突きつけたもの～」（2024年1月19日） - キャスター

奈良放送局時代（2024年9月 - ）